# Ruhrallee
Die Ruhrallee ist die Hauptausfahrtstraße aus dem Dortmunder Stadtkern in Richtung Süden (Teil der Bundesstraße 54) und kein Stadtteil im eigentlichen Sinn, sondern beschreibt ein Wohnviertel in der südlichen Dortmunder Innenstadt. Namengebend ist sie für die Statistischen Bezirke 91 (Ruhrallee West) und 92 (Ruhrallee Ost); zusammen bilden sie den im Folgenden so genannten Stadtteil Dortmund-Ruhrallee. Er gehört zum Stadtbezirk Innenstadt-Ost und umfasst dessen südwestlichen Teil.
Die Einwohnerzahl ist annähernd konstant mit leichtem Anstieg, der Anteil älterer Menschen lag längere Zeit über dem Stadtdurchschnitt, geht aber leicht zurück, der Anteil jüngerer Menschen steigt entsprechend. Es handelt sich insgesamt um einen bürgerlich geprägten Stadtteil mit vergleichsweise geringer Arbeitslosenquote und geringem Ausländeranteil. Das Gebiet gehörte schon im Mittelalter zur Freien Reichsstadt Dortmund.

## Beschreibung

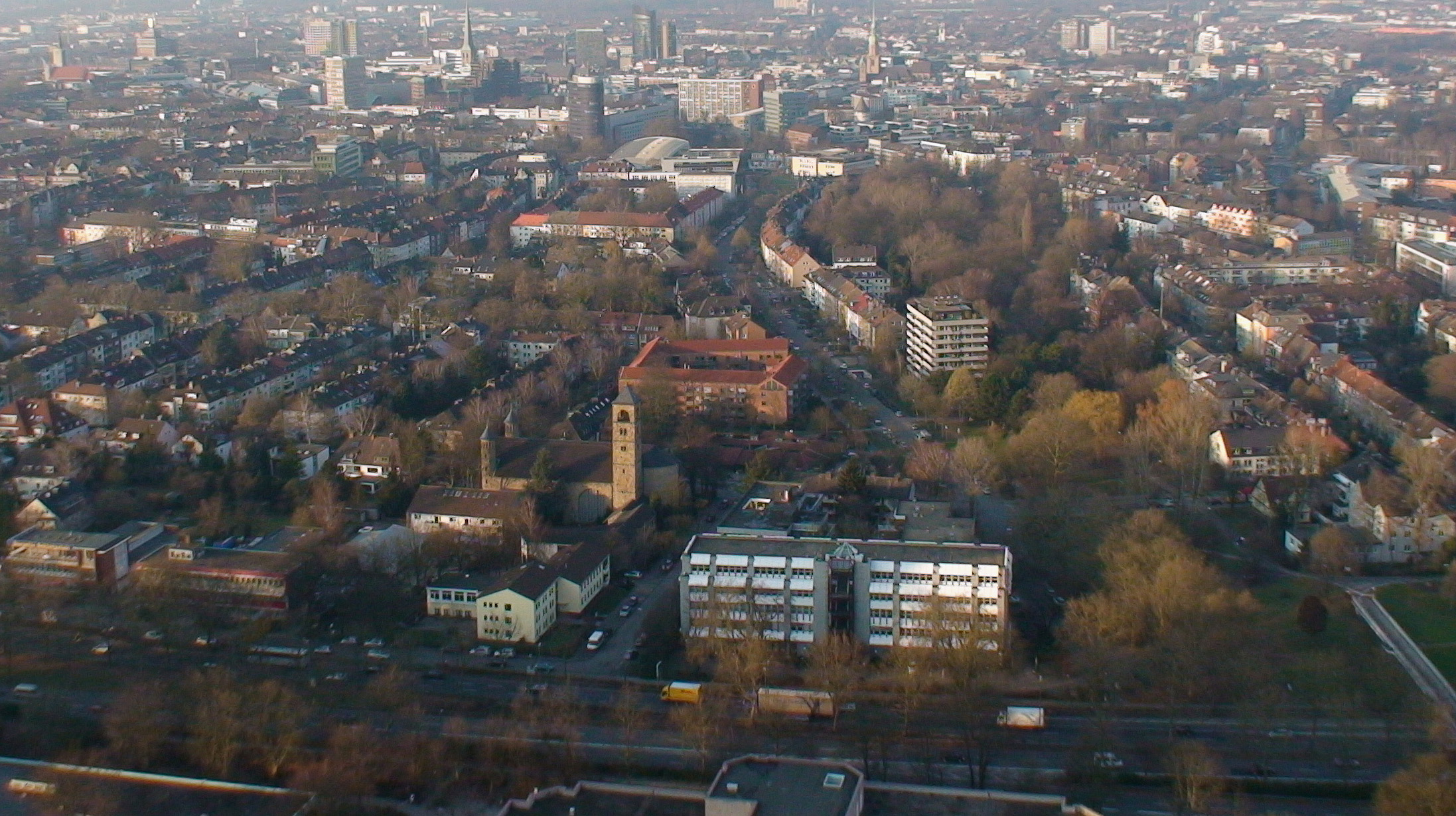
Blick über das Gebiet Ruhrallee-Ost, Panorama vom Fernsehturm

### Grenzen

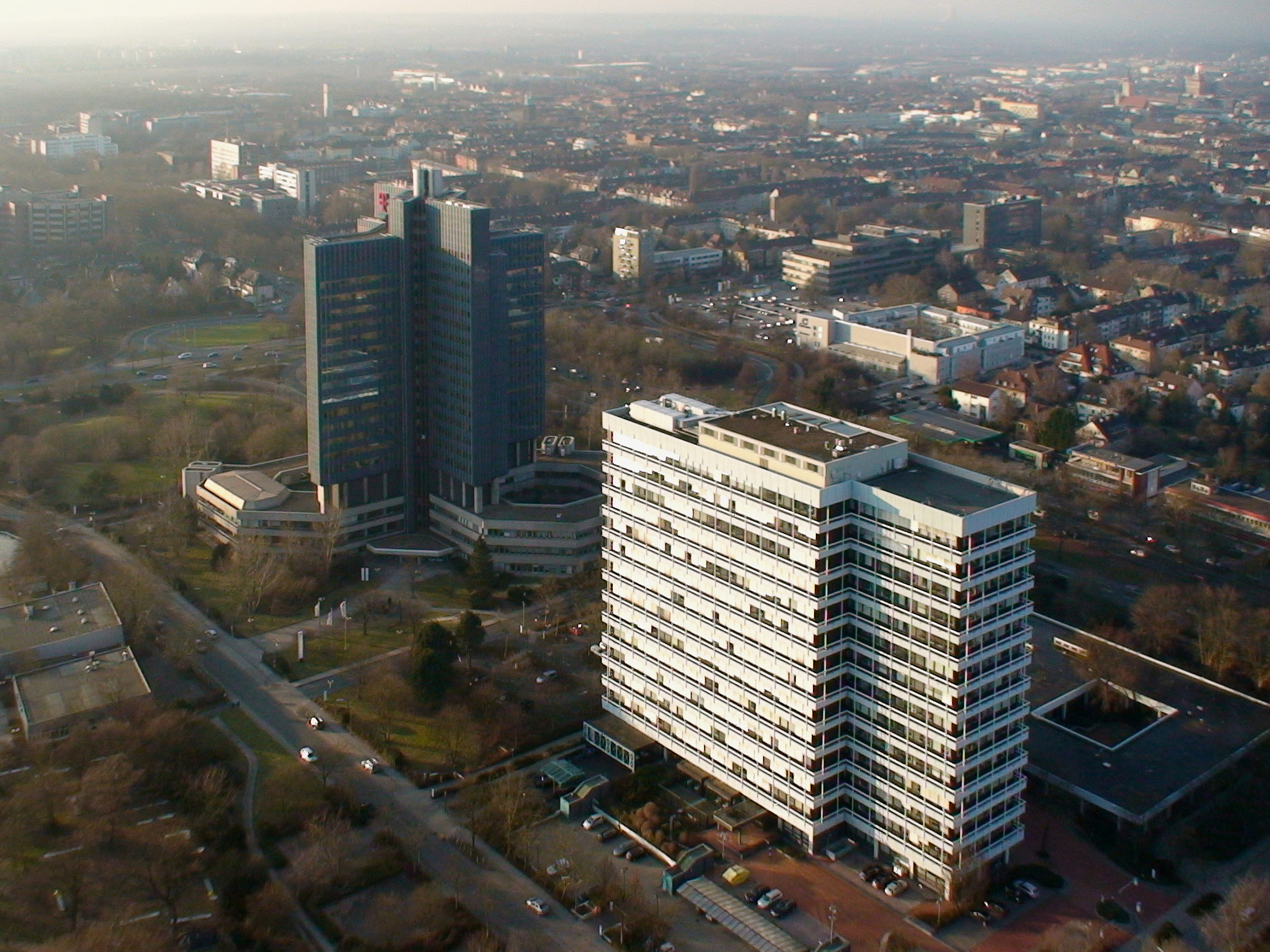
Blick über das Gebiet Ruhrallee-West

Begrenzt wird das Gebiet im Norden durch die S-Bahn-Linie 4 Dortmund-Lütgendortmund – Unna, im Westen durch die Hohe Straße / Ardeystraße, im Süden durch die Emscher. Die Ostgrenze bilden Heiliger Weg, Märkische Straße, Kronenburgallee sowie südlich der Bundesstraße 1 der Ostrand des Westfalenparks.

### Topografie
Das Gelände steigt vom Dortmunder Stadtkern aus kontinuierlich an bis zur Bundesstraße 1, fällt dann nach Süden wieder ab bis zum Emschertal. Der höchste Punkt liegt mit 137 m östlich des Telekom-Towers nördlich des Westfalenparks, der tiefste (90 m ü. NHN) und gleichzeitig südlichste Punkt ist die Emscher unter der Brücke Ardeystraße.

### Infrastruktur
Zwei große Verkehrsadern durchziehen das Gebiet: von Nord nach Süd die namengebende Ruhrallee (Bundesstraße 54), von West nach Ost die hier Rheinlanddamm genannte Bundesstraße 1 als sechsspurig ausgebaute Straße. Diese trennt die Wohnbebauung, die sich bis auf wenige Häuser an der Joseph-Scherer-Straße/Brünninghauser Straße ausschließlich nördlich davon befindet, von den südlich gelegenen Grün- und sonstigen Flächen. Der ganze Stadtteil wird durchzogen von einem von Nord nach Südost verlaufenden grünen Band. Der südlich des Rheinlanddamms gelegene Abschnitt (im 19. Jahrhundert als Kaiser-Wilhelm-Hain entstanden) wurde anlässlich der Bundesgartenschau 1959 zum Westfalenpark ausgebaut und 1969 zur größten Dortmunder Parkanlage erweitert. Der nördliche Abschnitt dient unter der Bezeichnung Stadewäldchen als Naherholungsgebiet innerhalb der Wohnbebauung.
Außer den genannten überregionalen Verkehrsadern verläuft innerhalb der Wohngebiete von West nach Ost die Saarlandstraße (östliche Verlängerung Ernst-Mehlich-Straße). Sie ist die Haupteinkaufsstraße des Stadtteils mit Post, Banken, Lebensmittelläden, Apotheken, Drogeriemärkten und verschiedenen Einzelhandelsgeschäften. Gastronomische Betriebe finden sich hauptsächlich im Bereich der Ruhrallee selbst sowie in Landgrafenstraße, Saarlandstraße und Hohe Straße.

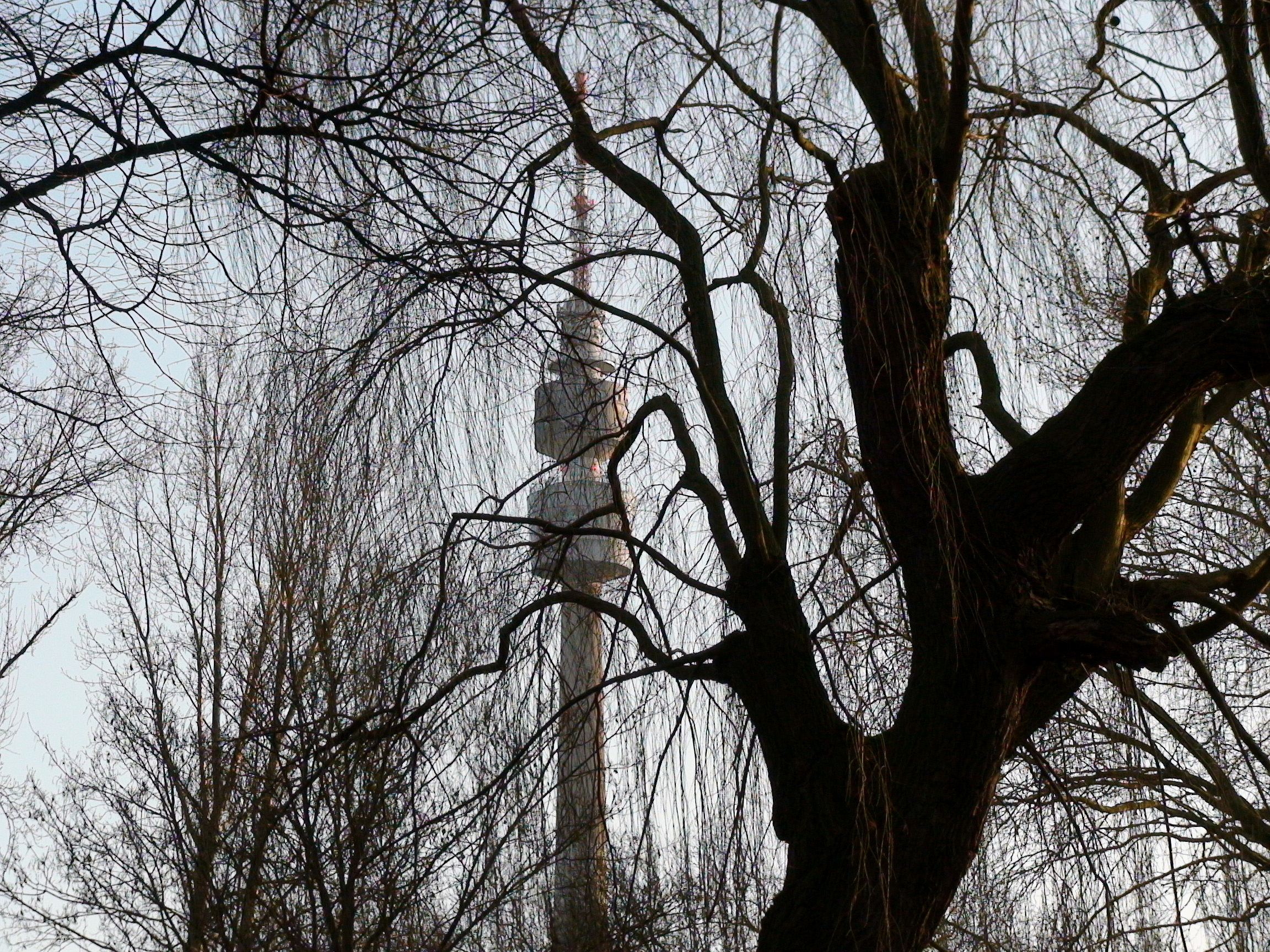
Blick vom Stadewäldchen zum Fernsehturm

### ÖPNV-Erschließung
Die Nordgrenze des Stadtteils bildet die S-Bahnlinie 4 mit der Haltestelle Dortmund Stadthaus. An der Westgrenze verläuft unter der Hohen Straße die Stadtbahnlinie U 46 mit den Haltestellen Saarlandstraße, Polizeipräsidium und Westfalenhallen. Zentral durch den Stadtteil verläuft unter der Hainallee die Stadtbahn-Stammstrecke I mit den Haltestellen Dortmund Stadthaus und Markgrafenstraße. Südlich davon teilt sich die Strecke: Richtung Südosten zweigen die Linien U 41 (nach Hörde) und U 47 (nach Aplerbeck) ab (Haltestelle Märkische Straße an der Stadtteilgrenze zum Westfalendamm), Richtung Süden die Linien U 49 (nach Hacheney) und U 45 (Richtung Westfalenhalle) mit der Haltestelle Westfalenpark. Auf dem Weg zur Westfalenhalle liegt noch die Station Rémydamm.

### Schulen
Drei allgemeinbildende Schulen gibt es in diesem Stadtteil: die Landgrafen-Grundschule (Landgrafenstraße am Stadewäldchen), die Winfried-Grundschule (Ruhrallee Ecke Landgrafenstraße) sowie im äußersten Südwesten das Max-Planck-Gymnasium (Ardeystraße).

### Kirchen
An der Eintrachtstraße/Bonifatiusstraße befindet sich die katholische St. Bonifatiuskirche, im 19. Jahrhundert in neugotischem Stil mit vier Türmen (heute nur noch drei) errichtet, nach starken Zerstörungen im Zweiten Weltkrieg mit tiefgreifenden Veränderungen 1953//54 wieder aufgebaut.
An der Markgrafenstraße liegt die evangelische Paul-Gerhardt-Kirche, nach dem Zweiten Weltkrieg als Notkirche von einer amerikanischen Gemeinde gestiftet.

## Architektur/Geschichte

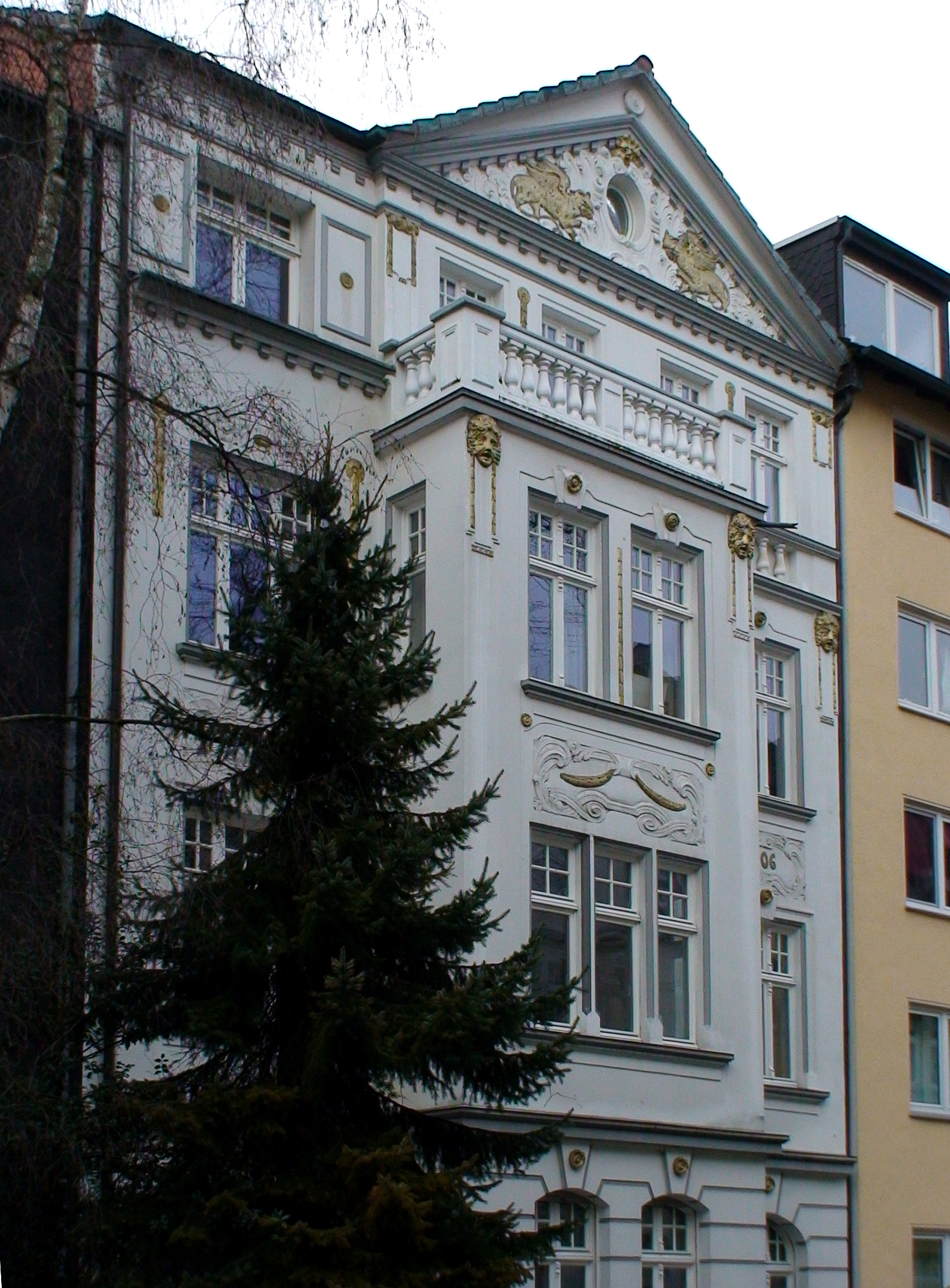
Häuserfront in der Dresdener Straße

Die Südgrenze des Stadtteils war im Mittelalter identisch mit der Südgrenze der Freien Reichs- und Hansestadt Dortmund. Um die Wende vom 19. zum 20. Jahrhundert war das Gebiet noch kaum bebaut. 1899 gab es nördlich der heutigen Saarlandstraße (damals: Ardeystraße) Gasanstalt, Wasserwerk, Elektrizitätswerk, eine Schule, Molkerei sowie die Bergschlösschen Brauerei. Auch eine Badeanstalt existierte schon – an ihrer Stelle entstand nach dem Zweiten Weltkrieg das heutige Südbad. Zu Beginn des 20. Jahrhunderts wurde dann, ausgehend von der entlang der Bergisch-Märkischen Bahnlinie (heute S 4) verlaufenden Sonnenstraße, das Gebiet mit Wohngebäuden erschlossen. In den nördlichen Abschnitten von Dresdener und Chemnitzer Straße (früherer Name: Hohensyburgstraße) sowie benachbarten Straßen findet sich die höchste Wohnblockbebauung des Stadtteils; an den Häusern sind Andeutungen von Jugendstilelementen zu finden. Stilistisch von Bedeutung sind ferner die expressionistischen Wohnblöcke im Bereich Landgrafenstraße, Markgrafenstraße, Alter Mühlenweg, Wittelsbacher Straße, errichtet von 1927 bis 1929.
In Zusammenhang mit der Schaffung des Westfalenparks 1958/59 entstanden mehrere Bauten, insbesondere der Fernsehturm „Florian“, mit 220 Metern Höhe damals der höchste Turm in Deutschland, sowie das Park-Café. Beide Bauwerke schuf der Architekt Will Schwarz.
In den 70er/80er-Jahren entstanden die ersten Gebäude des mitunter Stadtkrone West genannten Areals zwischen B1 und Westfalenpark, darunter das ehemalige Amprion-Gebäude (früher VEW-Hauptverwaltung I) am Rheinlanddamm, das ehemalige IBM-Hochhaus (die spätere VEW Hauptverwaltung II mit dem Ausbildungszentrum am Flamingoweg) sowie der 88 Meter hohe Telekom-Tower (Florianstraße).

### Bevölkerungsentwicklung
| Jahr      | 1987   | 2003   | 2008   | 2013   | 2016   | 2019   | 2020   | 2022   | 2024   |
| --------- | ------ | ------ | ------ | ------ | ------ | ------ | ------ | ------ | ------ |
| Einwohner | 13.205 | 12.076 | 11.967 | 12.349 | 12.586 | 13.032 | 12.948 | 13.213 | 13.450 |

### Statistik
Strukturdaten der Bevölkerung im Bezirk Ruhrallee:
- Bevölkerungsanteil der unter 18-Jährigen: 11,3 % [Dortmunder Durchschnitt: 16,2 % (2018)][2]
- Bevölkerungsanteil der mindestens 65-Jährigen: 16,9 % [Dortmunder Durchschnitt: 20,2 % (2018)][3]
- Ausländeranteil: 14,9 % [Dortmunder Durchschnitt: 22,3 % (2024)][4]
- Arbeitslosenquote: 5,6 % [Dortmunder Durchschnitt: 11,0 % (2017)][5]

Das Durchschnittseinkommen entspricht in etwa dem Dortmunder Durchschnitt.

## Sonstiges
Ein Versicherungskonzern hat seinen Sitz in diesem Stadtteil: Die Signal Iduna Versicherungen (Joseph-Scherer-Straße). Bis Mitte 2025 war auch die Continentale Versicherung in diesem Stadtteil ansässig.
Die traditionsreiche Privatbrauerei Dortmunder Kronen hatte ihr Gelände zwischen Märkischer Straße, Kronenstraße und Kronenburgallee. Die Marke wird inzwischen an anderem Standort gebraut (Actien-Brauerei, Steigerstraße, Dortmund-Nord). Auf dem Gelände befinden sich noch das Sudhaus sowie der 60 Meter hohe quaderförmige Turm. Die künftige Nutzung dieser Gebäude ist noch nicht geklärt.